# Борисов, Сергей Никитович
Серге́й Ники́тович Бори́сов (18 октября 1922, с. Солоновка, Солоновская волость, Бухтарминский уезд, Алтайская губерния, РСФСР — 13 октября 2010, Бишкек, Кыргызстан) — российский актёр, артист Государственного национального русского театра драмы им. Ч. Айтматова, Народный артист Кыргызской Республики (2005).

## Биография
Трудовую деятельность начал в 1938 году. В годы Великой Отечественной войны работал в шахте г. Прокопьевска Кемеровской области.
С 1945 года работал артистом в театрах Прокопьевска, Кемерова, Новокузнецка, Читы.
В 1958 года приглашен в г. Фрунзе в Государственный русский драматический театр им. Н. К. Крупской. Всего за период работы в театре им сыграл более 150 ролей. Свою последнюю роль отставного пехотного офицера Анучкина Сергей Борисов сыграл 9 октября 2010 года в спектакле «Любовь придумали русские».

## Творчество

### Театральные работы
- Елеся — «Не было ни гроша, да вдруг алтын» А. Островский
- Майор — «Тоот, другие и майор» И. Эркеня
- Золотуев — «Прощание в июне» А. Вампилова
- Рязаев — «Старый дом» А. Казанцева
- Кавалер, брат Пуччо, Гаспаруолло — «Декамерон» Дж. Боккаччо
- Трубач — «Егор Булычев и другие» М. Горького
- Каштанов — «Равняется четырём Франциям»
- Баптиста — «Укрощение строптивой» У. Шекспира
- Странный пассажир — «Последний рейс» М. Байджиева
- Отец Никодим — «Мельница счастья» В. Мережко
- Дед — «Ищи ветра в поле» В. Лифшица
- Дядя Лёша, Главный портфельщик — «Диктатура совести» М. Шатрова
- Джеффри — «Костюмер» Р. Харвуда
- Виктор Иванович — «Ночевала тучка золотая» А. Приставкина
- Нищий — «Трёхгрошовая опера» Б. Брехта
- Гаврило Петрович Мигаев — «Таланты и поклонники» А. Островского
- Сенектий — «Калигула» А. Камю
- Яков — «Упырь» А. Толстого
- Старый господин — «Носороги» Э. Ионеско
- Потапыч — «Игрок» Ф. Достоевского
- Мистер Визенпун — «Мышьяк и старинные кружева» Н. Кесселринга
- Ферапонт — «Три сестры» А. Чехова
- Капитан Бернардо — «Хитроумная влюблённая» Лопе де Вега
- Падрон Тони — «Большой кьоджинский переполох» К. Гольдони
- Жорж — «Звёзды немого кино» М. Гавриловой
- Жак — «Скупой» Ж. Мольера
- Сократ — «Тайна, унесённая Чингисханом» М. Шаханова
- Эдуард — «Второй выстрел» Р. Тома
- Отец Фени — «Снегурушка» М. Бартенева
- Кучумов — «Бешеные деньги» А. Н. Островский
- Грознов — «Правда — хорошо, а счастье лучше» А. Н. Островский и др.
- Дед Ефим — «Живи и помни» В. Распутин
- Анучкин — «Любовь придумали русские?!» Н. Гоголь

### Роли в кино
- 1982 — Не ищи объяснения — Иван Яковлевич
- 1983 — Волчья яма
- 1983 — Дела земные
- 1985 — Танцы на крыше
- 1990 — Сукины дети
- 1993 — Сделай мне больно

## Награды и звания
- Медаль «Данк» (1998)
- Народный артист Кыргызской Республики (2005)